# Lymeon nasutus
Lymeon nasutus là một loài tò vò trong họ Ichneumonidae.